# 拉巴特-塞拉-盖尼特拉大区
拉巴特-塞拉-盖尼特拉大区（阿拉伯语：الرباط-سلا-القنيطرة）是摩洛哥十二个大区之一，位于摩洛哥西北部。面積18,194平方公里。2014年摩洛哥人口普查中该区数据为4,580,866人，其首府位于拉巴特。

## 历史
拉巴特-塞拉-盖尼特拉大区于2015年9月设立，由原先的拉巴特-萨累-宰穆尔-扎埃尔大区与西部-舍拉拉德-贝尼赫森大区合并而成。

## 行政区划
拉巴特-萨累-盖尼特拉大区被细分为4省3专区：
- 拉巴特专区
- 塞拉专区
- 斯希拉特-特马拉专区（英语：Skhirate-Témara Prefecture）
- 盖尼特拉省
- 西迪卡塞姆省
- 西迪苏莱曼省（英语：Sidi Slimane Province）
- 海米萨特省